# Зигфрид III (Ваймар-Орламюнде)
Зигфрид III фон Ваймар-Орламюнде (на немски: Siegfried III von Weimar-Orlamünde; * ок. 1155 в Орламюнде; † 1206) от фамилията Аскани e граф на графство Ваймар-Орламюнде от 1172 до 1206 г.
Той е син на граф Херман I (1130 – 1176) и Ирмгард († сл. 1174). Внук е на Албрехт I Мечката († 1170), маркграф на Бранденбург и София фон Винценбург († 1160). Брат е на граф Хезико фон Баленщет-Орламюнде († 1178).
Той е привърженик на Хоенщауфените и дълго стои в Дания.

## Фамилия
Зигфрид III фон Ваймар-Орламюнде се жени през 1181 г. за София Датска (* 1159, † 1208), дъщеря на датския крал Валдемар I и София Владимировна от Минск.  Те имат децата:
- Албрехт II фон Ваймар-Орламюнде (1182 – 1245), граф на Ваймар-Орламюнде
- Херман II фон Ваймар-Орламюнде (1184 – 1247), граф на Ваймар-Орламюнде
- Ото фон Ваймар-Орламюнде († сл. 1211)
- София фон Ваймар-Орламюнде († 3 септември 1244), омъжена за граф Ламберт II фон Глайхен-Тона († 1227)
- Ирмгард фон Ваймар-Орламюнде († сл. 1222), омъжена 1211 г. за граф Хайнрих II фон Шварцбург († 1236)
- Албрехт III фон Орламюнде († 1253), граф на Орламюнде